# Cratere Horrebow

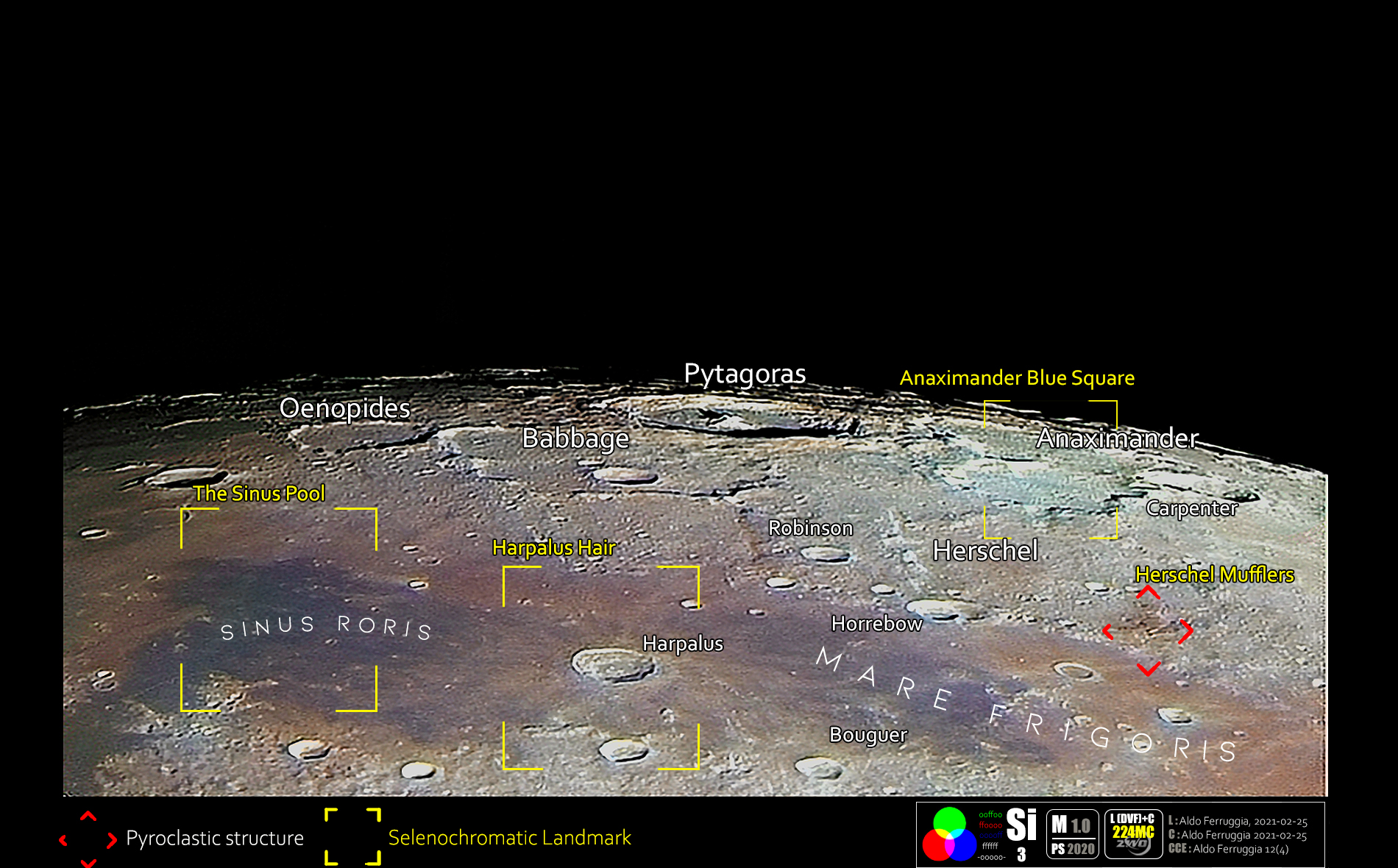
Immagine dell'area del cratere in formato Si con alcuni reperi. Vedi anche:

Horrebow è un cratere lunare di 24,98 km situato nella parte nord-occidentale della faccia visibile della Luna.
Il cratere è dedicato all'astronomo danese Peder Horrebow.

## Crateri correlati
Alcuni crateri minori situati in prossimità di Horrebow sono convenzionalmente identificati, sulle mappe lunari, attraverso una lettera associata al nome.
| Horrebow | Coordinate            | Diametro (in km) |
| -------- | --------------------- | ---------------- |
| A        | 59°13′12″N 40°31′12″W | 24,66            |
| B        | 58°43′48″N 42°56′24″W | 11,9             |
| C        | 56°57′36″N 36°01′12″W | 4,69             |
| D        | 57°57′36″N 38°49′12″W | 4,34             |
| G        | 59°49′12″N 41°50′24″W | 7,07             |